# 411.º Regimiento Antiaéreo (le. mot. Sf.)
El 411° Regimiento Antiaéreo (le. mot. Sf.) (Flak-Regiment. 411 (le. mot. Sf.)) fue una unidad de la Luftwaffe durante la Segunda Guerra Mundial.

## Historia
Fue formado el 26 de agosto de 1939 en Barth con 8. - 10. Baterías, desde partes del II Grupo/Regimiento de Instrucción Antiaérea.

## Servicios
- septiembre de 1939: Comandante de todas las unidades de la Fuerza Aérea adscriptas al 4° Ejército en Polonia.
- 1940 – 1941: en el oeste de Alemania.
- junio de 1941: Comandante de todas las unidades de la Fuerza Aérea adscriptas al 3° Grupo Panzer bajo el 149° Regimiento Antiaéreo.
- 1942: bajo la 18° División Antiaérea.
- 1 de noviembre de 1943: bajo la 12° División Antiaérea (21° Regimiento Antiaéreo).
- 1 de enero de 1944: bajo la 12° División Antiaérea (21° Regimiento Antiaéreo).
- 1 de febrero de 1944: bajo la 12° División Antiaérea (34° Regimiento Antiaéreo).
- 1 de marzo de 1944: bajo la 10° Brigada Antiaérea (34° Regimiento Antiaéreo).
- 1 de abril de 1944: bajo la 10° Brigada Antiaérea (34° Regimiento Antiaéreo).
- 1 de mayo de 1944: bajo la 10° Brigada Antiaérea (34° Regimiento Antiaéreo).
- 1 de junio de 1944: bajo la 23° División Antiaérea (31° Regimiento Antiaéreo).
- junio de 1944: en Bobruisk.
- 1 de julio de 1944: bajo la 23° División Antiaérea (31° Regimiento Antiaéreo).
- 1 de agosto de 1944: bajo la 23° División Antiaérea (31° Regimiento Antiaéreo).
- 1 de septiembre de 1944: bajo la 10° Brigada Antiaérea (23° Regimiento Antiaéreo).
- 1 de octubre de 1944: bajo la 23° División Antiaérea (10° Regimiento Antiaéreo).
- 1 de noviembre de 1944: bajo la 12° División Antiaérea (77° Regimiento Antiaéreo).
- 1 de diciembre de 1944: bajo la 12° División Antiaérea (77° Regimiento Antiaéreo).
- enero de 1945: en el Warthegau.